# Joey Carbery

a Compétitions nationales et continentales officielles uniquement.

b Matchs officiels uniquement.
Dernière mise à jour le 22 novembre 2024.
Joey Carbery, né le 1er novembre 1995 à Auckland en Nouvelle-Zélande, est un joueur international irlandais de rugby à XV évoluant au poste de demi d'ouverture. Il joue depuis 2024 avec l'Union Bordeaux Bègles et avec l'équipe d'Irlande de rugby à XV.

## Biographie
Joey Carbery est né le 1er novembre 1995 à Auckland en Nouvelle-Zélande, d'un père néo-zélandais et d'une mère irlandaise. À l'âge de 11 ans, lui et sa famille emménagent en Irlande, à Athy.

## Carrière

### Débuts
Il joue en 2015-2016 la All Ireland League avec le Clontarf FC, la British and Irish Cup avec le Leinster A, le Tournoi des Six Nations et le championnat du monde junior avec l'équipe d'Irlande des moins de 20 ans. En 2015, il intègre le centre de formation du Leinster.
Le 8 mai 2016, il remporte le championnat d'Irlande de rugby avec Clontarf en battant en finale le Cork Constitution RFC (28-25), avec notamment 13 points de Joey Carbery, dont un essai. Il fait également ses débuts professionnels en Pro12 avec le Leinster le 18 mars 2016 face aux Glasgow Warriors, profitant des sélections internationales de Jonny Sexton et Ian Madigan pour le tournoi des Six Nations.

### Éclosion au haut niveau (2016-2018)
Le 2 septembre 2016, pour le premier match de la saison, Joey Carbery est titularisé face aux italiens des Benetton Trévise contre qui il réalise une bonne performance, inscrivant un doublé,. Pour ses débuts en coupe d'Europe, Joey Carbery est titularisé pour la réception du Castres olympique, préféré par Leo Cullen à Jonathan Sexton. L'international irlandais Neil Francis, devenu chroniqueur pour The Irish Independent reconnait alors que Joey Carbery a réalisé un bon match.
Au vu de ses performances, Joey Carbery est retenu, après neuf matches professionnels disputés, avec la sélection irlandaise par Joe Schmidt, aux côtés de son coéquipier en club Jonathan Sexton et de Paddy Jackson, Ian Madigan s'étant retiré de la sélection à la suite de son départ en Top 14,. À cause de supposés problèmes extra-sportifs, Paddy Jackson n'est pas retenu dans l'équipe irlandaise pour affronter la Nouvelle-Zélande. Joey Carbery dispute ainsi son premier match international à Chicago en rentrant à la 60e minute de jeu à la place de Jonathan Sexton. Il aide ainsi son équipe, avec une pénalité réussie, à remporter le premier match de son histoire face aux All Blacks. Il est ensuite remplaçant les victoires face au Canada puis face aux Australiens.
En raison de sa concurrence avec Johnny Sexton, Joey Carbery évolue régulièrement à l'arrière avec sa province du Leinster. Ainsi, lors de la saison 2017-2018, il est remplaçant lors des matches du XV de trèfle qui remporte le grand chelem, mais également lors des victoires de son club en Coupe d'Europe et en Pro14. C'est pourquoi il décide de quitter le Leinster à l'issue de la saison pour rejoindre le Munster.

### Départ au Munster
En mai 2018, il annonce qu'il rejoint la province de Limerick pour la saison 2018-2019.
À compter de la saison 2024-2025, il rejoint l'Union Bordeaux Bègles en championnat de France afin d'y suppléer Matthieu Jalibert au poste de demi d'ouverture

## Palmarès
- Champion d'Irlande 2016.
- Vainqueur du grand chelem en 2018.
- Vainqueur de la Coupe d'Europe en 2018.
- Vainqueur du Pro14 en 2018.
- Vainqueur de l'United Rugby Championship en 2023.
- Finaliste du Championnat de France en 2025 avec l'Union Bordeaux Bègles.